# Sifferbo
Sifferbo – miejscowość (tätort) w Szwecji, w regionie administracyjnym (län) Dalarna, w gminie Gagnef.
Według danych Szwedzkiego Urzędu Statystycznego liczba ludności wyniosła: 406 (31 grudnia 2015), 409 (31 grudnia 2018) i 411 (31 grudnia 2019).